# SIDAC
O SIDAC ou diodo de silício para corrente alternada (em inglês:Silicon Diode for Alternating Current) é um dispositivo bilateral de disparo de alta tensão e corrente. É basicamente um diodo de quatro capas com umas características elétricas simétricas.
O SIDAC utiliza-se em aplicativos nas quais se precisa uma tensão de disparo tipicamente compreendida entre 104 e 280 V. Faz parte da família dos Tiristores, comumente chamados díodos tiristores bidirecionais, é tecnicamente especificado como um interruptor comutado de tensão bilateral. O SIDAC é um dispositivo de comutação ativado por voltagem e utilizado em circuitos de ignição de lâmpadas compostos por halogenuros metálicos bem como na iluminação de ruas e exteriores em circuitos de ignição de lâmpadas de vapor de sódio de alta pressão.
Os SIDAC distinguem-se dos DIACs pelo facto de que estão desenhados para manejar maior potência que os segundos, isto é, que geralmente apresentam uma maior voltagem de disrupção e podem transportar uma maior quantidade de corrente que os DIACs.

## Definição
O SIDAC é um dispositivo de alta voltagem de disparo bilateral que amplia as capacidades de disparo para voltagens e correntes significativamente mais altos que os DIACs, o que permite novos aplicativos rentáveis. Ao ser um dispositivo bilateral, passa de um estado de bloqueio a um estado de condução quando a voltagem aplicada de qualquer polaridade supera a voltagem de transição. Ao igual que em outros dispositivos de ativação, (SBS), os SIDAC se ativam ao passar de uma região de resistência negativa a uma de baixa tensão no estado de ativação e permanecem em estado de condução até que a corrente principal do terminal se interrompe ou cai por abaixo da corrente de manutenção. As faixas de alta voltagem e corrente que manejam os SIDACs os fazem ideais para aplicativos com altos níveis de potência em onde outros dispositivos de disparo não são capazes de funcionar por si sozinhos, sem a ajuda de componentes elevadores.

## Física do dispositivo

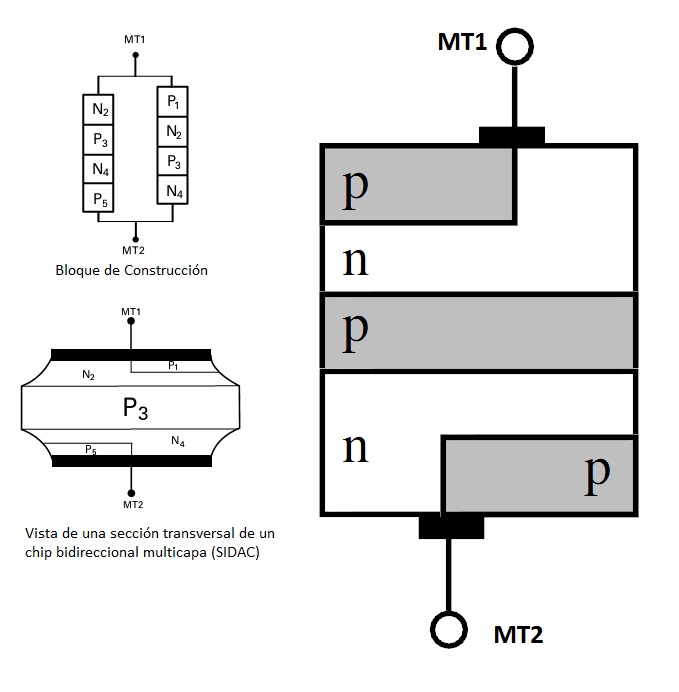
Estrutura multi-capa de um SIDAC

O SIDAC é um interruptor de silício semicondutor de múltiplas camadas. Este componente é comutado por tensão e pode ser operado como interruptor bidirecional. Pelo geral, os SIDAC utilizam-se no fornecimento de potência de alta tensão, ou de circuitos de ignição. O SIDAC possui uma estrutura similar à do Diodo Shockley com a singular característica de ter uma quinta capa P em sua estrutura.
É um dispositivo composto, em princípio, por quatro capas semicondutores NPNP mais uma capa P. Essencialmente, é um dispositivo interruptor que ao lhe lhe aplicar tensão positiva entre o anodo e o cátodo, terá polarização direta entre duas das uniões PN e uma polarização inversa nas uniões NP. Nestas condições, unicamente circula corrente muito baixa e o dispositivo encontra-se em estado de corte ou bloqueio. Ao aumentar esta tensão, chega-se a uma voltagem de rutura ou avalanche, no qual a corrente cresce de forma abrupta e a queda de tensão decresce de idêntico modo. Neste momento, o SIDAC tem comutado desde o estado de bloqueio ao de condução.

### Curva característica

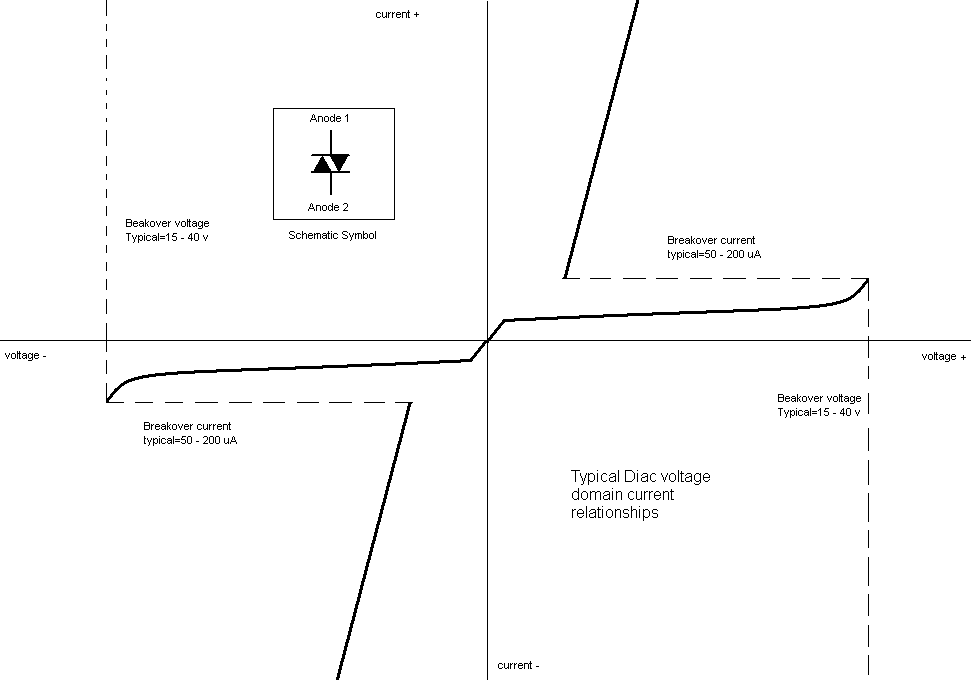
Relação de Corrente e voltagem de ruptura idealizada. Uma vez que a tensão supera a ombreira de ignição, o dispositivo se acende e a voltagem cai rapidamente, enquanto a corrente aumenta

A curva característica de um SIDAC é similar à curva de um diodo Shockley de quatro capas. A relação de corrente e voltagem de rutura mostra que se requer uma voltagem capaz de levar ao SIDAC a um estado de condução do SIDAC com uma voltagem ao redor de 1.1 V. Uma vez que a tensão da fonte supera esta ombreira de ignição, o dispositivo se acende e a voltagem cai rapidamente ao valor de condução, enquanto a corrente aumenta. Entre as principais regiões de um SIDAC estão a região de corte, região de resistência negativa e a região de saturação ou condução.

### Características térmicas
Este robusto interruptor de estado sólido está desenhado para manejar aplicativos de ignição de lâmpadas que requerem um funcionamento a temperaturas ambientes ao redor de 90 ° C onde os componentes do circuito de ignição podem aumentar a temperatura da união do SIDAC até 125 ° C, especialmente quando o elemento do lustre se remove ou se rompe. Dependendo da corrente e da temperatura, vê-se afectado a voltagem instantânea de ignição, principalmente se encontra-se em temperaturas próximas a 125 °C, as características de temperaturas em função da corrente e a voltagem podem-se obter nas relações I-V disponíveis na folha de dados do fabricante.

### Circuito básico

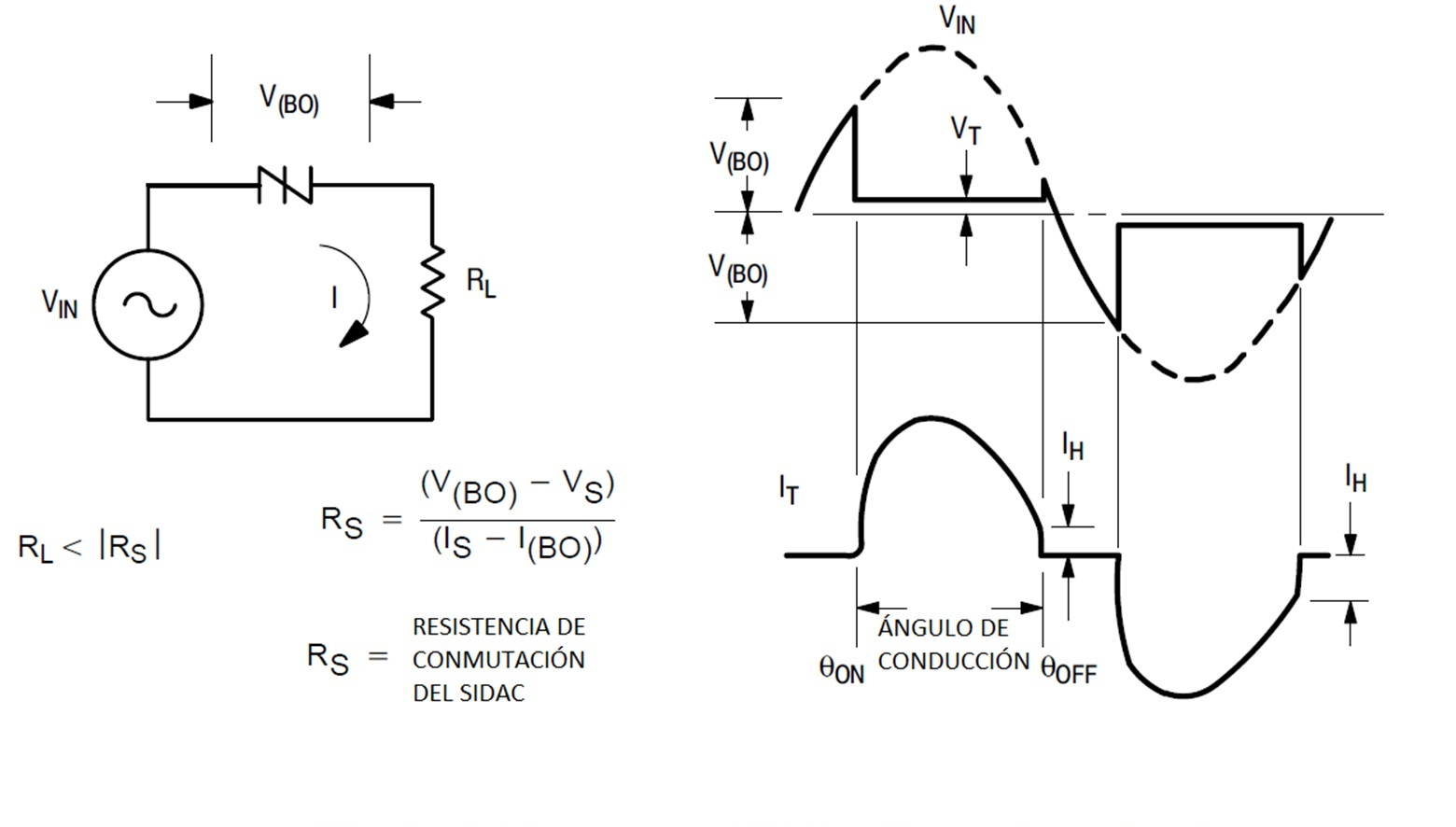
Circuito básico de um SIDAC e formas de onda da tensão e a corrente entre seus terminais

Um circuito básico para a operação de um SIDAC consiste em ligá-lo em série com a fonte de tensão alternada e as cargas. Pode observar-se que, uma vez que a voltagem primeiramente ultrapassa ao valor de disparo, denominado VBO o dispositivo comuta à voltagem de ignição assinalada como VT (1,1 V) e pode conduzir uma corrente definida segundo as especificações do fabricante. Este circuito pode ser utilizado para a ignição de lâmpadas tanto em interiores como em exteriores.

## Aplicativos
- Geradores de impulsos.
- Proteções de sobretensão.
- Arrancadores de alta tensão para lâmpadas.
- Acendedores de gás natural.
- Alimentação de alta tensão.
- Arrancadores de lâmpadas de Xenônio.
- Arrancadores para iluminarias fluorescentes.
- Arrancadores para iluminação HID.[5]

## Fabricação
Os SIDAC estão disponíveis em séries de grande tamanho que são económicas e fáceis de inserir e em séries axiais que posem um pequeno encapsulado. Entre os principais encapsulados para os SIDAC, disponíveis no mercado eletrónico, estão os de configuração axial, os de montagem superficial e os tipos 1 e 70.
As características térmicas e demais capacidades de operação que possa ter um SIDAC dependem principalmente do método utilizado para sua fabricação. Entre os principais métodos de manufatura dos SIDAC e tiristores em general é a fabricação em Pallet que pode ser pelo método difundido e planar difundido. O outro grupo é por encapsulação de Pellet.
Entre os principais fabricantes e revendedores encontram-se:
- ON Semiconductor[6]
- Motorola
- Teccor Electronics
- Littelfuse, Inc.[7]
- NTE Electronics, Inc.[8]
- Wuxi Xuyang Electronic Co., Ltd.[9]
- Jinan Jingheng Electronics Co., Ltd.
- Changzhou Ruiying Import & Export Corp., Ltd.
- Jinan Power Sky Innovation Co.,